# Instituto Federal de Alagoas
O Instituto Federal de Educação, Ciência e Tecnologia de Alagoas (IFAL) é uma instituição de ensino médio, técnico e superior brasileira, sediada no estado de Alagoas. 
Trata-se de uma instituição de educação profissional e superior, vinculada à Secretaria de Educação Profissional e Tecnologia do Ministério da Educação (Setec/MEC) e que detém autonomia administrativa, patrimonial, financeira, didático-pedagógica e disciplinar equiparada às universidades federais.
Com esse status, o IFAL é um complexo de educação que engloba pesquisa, extensão e ensino desde a formação básica à pós-graduação, proporcionando, deste modo, uma formação integral ao cidadão, por intermédio dos cursos de Formação Inicial e Continuada (FIC), técnicos, superiores de tecnologia, bacharelado, de licenciatura e pós-graduação lato sensu e stricto sensu.
O IFAL é composto pela Reitoria e cinco pró-reitorias (Ensino, Pesquisa, Extensão, Desenvolvimento Institucional e Administração e Planejamento). Possui mais de 1200 servidores e atende a mais de 10 mil alunos, de modo a contribuir para a formação profissional e inserção de jovens e adultos no mundo do trabalho, com credibilidade e qualidade de ensino. A Reitoria está instalada em Maceió. Possui 16 campi, nas seguintes.
cidades:
- Arapiraca
- Batalha
- Benedito Bentes
- Coruripe
- Maceió
- Maragogi
- Marechal Deodoro
- Murici
- Palmeira dos Índios
- Penedo
- Piranhas
- Santana do Ipanema
- São Miguel dos Campos
- Satuba
- Rio Largo
- Viçosa

## História[2]
A história do câmpus Maceió teve início em 23 de setembro de 1909, com a criação de dezenove Escolas de Aprendizes e Artífices, através do Decreto Nº 7.566, assinado pelo Presidente da República Nilo Peçanha. Assim, começava a Rede Federal de Ensino Profissionalizante no Brasil, em diferentes unidades federativas, inclusive Alagoas, onde a inauguração da escola ocorreu em janeiro de 1910, em um prédio da Rua Boa Vista, no Centro de Maceió. No ano de 1937, instalada, então, no prédio onde hoje funciona o Espaço Cultural da UFAL, a Escola de Aprendizes e Artífices passou a ser chamada de Liceu de Artes e Ofícios.
Na sequência, transformou-se na Escola Industrial de Maceió e, depois, na Escola Industrial Deodoro da Fonseca. A transformação em Escola Técnica Federal de Alagoas (ETFAL) aconteceu em 1968, já na sua sede definitiva: esquina da Rua Mizael Domingues com a Rua Barão de Atalaia, Centro. A partir do dia 22 de março de 1999 foi implantado o Centro Federal de Educação Tecnológica de Alagoas (CEFET-AL), substituindo a ETFAL, e passando a ofertar alguns cursos superiores tecnológicos. Finalmente, através da Lei nº 11.892/08, de 29 de dezembro de 2008, sancionada pelo presidente Luiz Inácio Lula da Silva, foram criados 38 Institutos Federais de Educação, Ciência e Tecnologia (IF), entre eles o Instituto Federal de Alagoas (IFAL), cuja Reitoria está instalada em Maceió, na Rua Odilon Vasconcelos, 103 (esquina com a Av. Júlio Marques Luz), Jatiúca. Maceió -Alagoas.

O prédio da rua Barão de Atalaia passou a ser denominado: Câmpus Maceió.